# Clematis linearifolia
Clematis linearifolia är en ranunkelväxtart som beskrevs av Ernst Gottlieb von Steudel. Clematis linearifolia ingår i släktet klematisar, och familjen ranunkelväxter. Inga underarter finns listade i Catalogue of Life.